# Georgia en la Copa Mundial de Rugby de 2019
La Selección de rugby de Georgia fue uno de los 20 participantes de la Copa Mundial de Rugby de 2019 que se realizó en Japón.
Fue la quinta participación de los Lelos en la Copa Mundial de Rugby.

## Plantel
Georgia anunció su equipo de 31 jugadores para la Copa Mundial de Rugby de 2019 el 2 de septiembre de 2019.
Entrenador jefe:  Milton Haig

Ayudante del entrenador:  Levan Maisashvili

Entrenador de delanteros:  Graham Rowntree

Entrenador de ataque:  Kevin Morgan
Caps actualizadas a: 23 de septiembre de 2019
| Posición       | Nombre                | Fecha de nacimiento      | Caps | Club            |
| -------------- | --------------------- | ------------------------ | ---- | --------------- |
| hooker         | Jaba Bregvadze        | 23 de abril de 1987      | 55   | Sunwolves       |
| hooker         | Vano Karkadze         | 25 de junio de 2000      | 3    | Brive           |
| hooker         | Shalva Mamukashvili   | 2 de octubre de 1990     | 60   | Sin equipo      |
| pilar          | Levan Chilachava      | 17 de agosto de 1991     | 50   | Montpellier     |
| pilar          | Beka Gigashvili       | 31 de agosto de 1993     | 10   | Toulon          |
| pilar          | Guram Gogichashvili   | 4 de septiembre de 1998  | 7    | Racing 92       |
| pilar          | Giorgi Melikidze      | 24 de junio de 1996      | 14   | Stade Français  |
| pilar          | Mikheil Nariashvili   | 25 de mayo de 1990       | 57   | Montpellier     |
| segunda línea  | Mamuka Gorgodze       | 14 de julio de 1984      | 72   | Toulon          |
| segunda línea  | Konstantin Mikautadze | 7 de enero de 1991       | 60   | Montpellier     |
| segunda línea  | Giorgi Nemsadze       | 26 de septiembre de 1984 | 93   | Aia Kutaisi     |
| segunda línea  | Shalva Sutiashvili    | 24 de enero de 1984      | 78   | Angouleme       |
| ala            | Otar Giorgadze        | 2 de marzo de 1996       | 22   | Brive           |
| ala            | Beka Gorgadze         | 8 de febrero de 1996     | 20   | Bordeaux        |
| ala            | Lasha Lomidze         | 30 de junio de 1992      | 46   | sin equipo      |
| ala            | Beka Saghinadze       | 29 de octubre de 1998    | 6    | Aurillac        |
| ala            | Giorgi Tkhilaishvili  | 8 de abril de 1991       | 51   | Batumi          |
| medio scrum    | Gela Aprasidze        | 14 de enero de 1998      | 18   | Montpellier     |
| medio scrum    | Giorgi Begadze        | 4 de marzo de 1986       | 65   | RC Jiki Gori    |
| medio scrum    | Vasil Lobzhanidze     | 14 de octubre de 1996    | 46   | Brive           |
| medio apertura | Tedo Abzhandadze      | 13 de junio de 1999      | 10   | Brive           |
| medio apertura | Lasha Khmaladze       | 20 de enero de 1988      | 76   | Batumi RC       |
| medio apertura | Lasha Malaghuradze    | 2 de enero de 1986       | 92   | VVA-Podmoskovye |
| centro         | Davit Kacharava       | 16 de enero de 1985      | 117  | Yenisey-STM     |
| centro         | Giorgi Kveseladze     | 11 de noviembre de 1997  | 20   | RC Jiki Gori    |
| centro         | Tamaz Mchedlidze      | 17 de marzo de 1993      | 54   | Rouen           |
| centro         | Merab Sharikadze (c.) | 17 de mayo de 1993       | 63   | Aurillac        |
| wing           | Zurab Dzneladze       | 1 de diciembre de 1993   | 9    | Locomotive      |
| wing           | Mirian Modebadze      | 27 de octubre de 1997    | 11   | AiA Kutaisi     |
| wing           | Alexander Todua       | 2 de noviembre de 1987   | 79   | Batumi RC       |
| zaguero        | Soso Matiashvili      | 27 de enero de 1993      | 20   | Lelo Saracens   |

## Partidos de preparación
| 27 de agosto de 2019 | Georgia | 24 - 20 | Southern Kings |  |  |

| 31 de agosto de 2019 | Georgia | 10 - 44 | Escocia |  |  |

| 6 de septiembre de 2019 | Escocia | 36 - 9 | Georgia |  |  |

## Participación

### Grupo D
| Posición | Selección | Partidos | Partidos | Partidos  | Partidos | Tries a favor | Tantos  | Tantos    | Tantos     | Puntos extra | Puntos |
| Posición | Selección | jugados  | ganados  | empatados | perdidos | Tries a favor | a favor | en contra | diferencia | Puntos extra | Puntos |
| -------- | --------- | -------- | -------- | --------- | -------- | ------------- | ------- | --------- | ---------- | ------------ | ------ |
| 1        | Gales     | 4        | 4        | 0         | 0        | 17            | 136     | 69        | +67        | 3            | 19     |
| 2        | Australia | 4        | 3        | 0         | 1        | 20            | 136     | 68        | +68        | 4            | 16     |
| 3        | Fiyi      | 4        | 1        | 0         | 3        | 17            | 110     | 108       | +2         | 3            | 7      |
| 4        | Georgia   | 4        | 1        | 0         | 3        | 9             | 65      | 122       | –57        | 1            | 5      |
| 5        | Uruguay   | 4        | 1        | 0         | 3        | 6             | 60      | 140       | –80        | 0            | 4      |

#### Partidos
| 23 de septiembre de 2019, 19:15 | Gales | 43 – 14 | Georgia | City of Toyota Stadium, Toyota | |
| | Tries: J. Davies 3' Tipuric 13' Adams 19' L. Williams 40' T. Williams 65' North 76' Conversiones: (4/5) Biggar 14', 20', 40+1', 66' (1/1) Halfpenny 77' Penal: (1/1) Biggar 7' | Reporte | Tries: · 43' Mamukashvili · 69' Chilachava · Conversiones: · 44', 70' Abzhandadze (2/2) · Tarjeta: · 48' hasta 58' Bregvadze | Asistencia: 35 546 espectadores Árbitro(s): Luke Pearce Jueces de touch: Ben O'Keeffe Matthew Carley Television Match Official: Rowan Kitt | Asistencia: 35 546 espectadores Árbitro(s): Luke Pearce Jueces de touch: Ben O'Keeffe Matthew Carley Television Match Official: Rowan Kitt |
| Levan Chilachava (Georgia) alcanzó los 50ª test match. Alun Wyn Jones igualó el récord de Gethin Jenkins como el jugador con más presencias para Gales con 129 partidos. El try de Jonathan Davies fue el más rápido anotado por un jugador galés en una Copa Mundial de Rugby. | |         | | | |

| 29 de septiembre de 2019, 14:15 | Georgia | 33 – 7  | Uruguay                                                                                | Kumagaya Rugby Stadium, Kumagaya | |
| | Tries: Todua 8' Giorgadze 29' Chilachava 42' Bregvadze 51' Kveseladze 57' Conversiones: (4/5) Abzhandadze 29', 43', 52', 58' | Reporte | Try: · 32' Vilaseca · Conversión: · 33' Berchesi (1/1) · Tarjeta: · 77' Facundo Gattas | Asistencia: 24 895 espectadores Árbitro(s): Wayne Barnes Jueces de touch: Paul Williams Alexandre Ruiz Television Match Official: Marius Jonker | Asistencia: 24 895 espectadores Árbitro(s): Wayne Barnes Jueces de touch: Paul Williams Alexandre Ruiz Television Match Official: Marius Jonker |
| La tarjeta roja de Facundo Gattas convirtió a Uruguay en el primer equipo en recibir tarjetas rojas en dos copas mundiales consecutivas. El primer try de Georgia fue el primero que no logró convertir en una Copa Mundial de Rugby. | |         |                                                                                        | | |

| 3 de octubre de 2019, 14:15 | Georgia                                                                            | 10 – 45 | Fiyi | Hanazono Rugby Stadium, Higashiōsaka | |
|                             | Try: Gorgodze 52' Conversión: (1/1) Matiashvili 54' Penales: (1/2) Matiashvili 34' | Reporte | Tries: 19' Nayacalevu 44' Lomani 49' Tuisova 60', 75' Radradra 67' Kunatani 69' Ratuniyarawa Conversiones: 20', 62', 69', 71', 76' Volavola (5/7) | Asistencia: 21 069 espectadores Árbitro(s): Paul Williams Jueces de touch: Jaco Peyper Matthew Carley Television Match Official: Graham Hughes | Asistencia: 21 069 espectadores Árbitro(s): Paul Williams Jueces de touch: Jaco Peyper Matthew Carley Television Match Official: Graham Hughes |

| 11 de octubre de 2019, 19:15 | Australia | 27 – 8  | Georgia                                     | Shizuoka Stadium Ecopa, Shizuoka                                                                               | |
|                              | Tries: White 23' Koroibete 60' Dempsey 75' Genia 79' Conversiones: (2/4) To'omua 24', 61' Penal: (1/1) To'omua 37' | Reporte | Try: 70' Todua Penal: 28' Matiashvili (1/1) | Árbitro(s): Pascal Gaüzère Jueces de touch: Jérôme Garcès Shuhei Kubo Television Match Official: Marius Jonker | Árbitro(s): Pascal Gaüzère Jueces de touch: Jérôme Garcès Shuhei Kubo Television Match Official: Marius Jonker |